# 小栗満重の乱
小栗満重の乱（おぐりみつしげのらん）とは、応永29年（1422年）から応永30年（1423年）にわたって北関東で起こった反乱である。小栗氏の乱（おぐりしのらん）とも呼ばれ、また当時の元号から「応永の乱」と呼ばれることもあるが、大内義弘の起こした同名の反乱と区別するために前者で呼ばれることが多い。

## 経歴
室町時代中期に常陸真壁郡小栗御厨を支配していた領主に小栗満重という武将がいた。小栗氏の所領は関東にありながら室町幕府の御料所となっていた中郡荘と近接しており、早くから幕府中央と関係を結んでいた。この満重は応永23年（1416年）の上杉禅秀の乱で禅秀に味方したため、戦後に鎌倉公方の足利持氏から所領の一部を没収されていた。これを恨んだ満重は、応永25年（1418年）・応永28年（1421年）に鎌倉府に反抗的な動きを見せている。応永29年（1422年）に宇都宮持綱・桃井宣義・真壁秀幹らと共謀して反乱を起こし、一時は下総結城城を奪うなどした。しかし反乱の長期化・強大化を懸念した持氏が応永30年（1423年）に大軍を率いて自ら出陣すると、反乱軍はたちまち崩壊して満重も居城の小栗城で自刃して果てた。この乱には山入氏や大掾氏なども加わっていた可能性があること、桃井宣義は中郡荘の幕府代官であった可能性が指摘されており、小栗満重の挙兵の裏には室町幕府の働きかけがあり、それ故に鎌倉公方である持氏自身が出陣したと考えられている（持氏自ら出陣した戦いは、上杉禅秀の乱・小栗氏の乱・永享の乱しかない）。

## 小栗判官伝説
満重は歴史上の人物より、伝説上の人物として有名である。江戸時代には人形浄瑠璃や芝居などで有名になった。
小栗落城後、満重は実は死なず、脱出して落ち延びたという。そのとき、相模の旧知である横山大膳という人物を頼った。このとき、横山の娘・照手姫と恋仲になった。ところが横山は小栗の首を差し出して褒美を得ることを目論んでいた。そのため、宴会を開いて酒を勧めたのだが、これが毒酒だった。小栗とその部下は何の疑いも無く飲んでしまい、そして命を落とし、持っていた金品も略奪された。
ところが満重だけは虫の息ながら生きており、部下と共に遺棄された場所で僧侶に助けられて手厚い看病を受けた。特に熊野権現の霊験と温泉の効果があったという。恋仲になっていた照手姫は父の所業に悲嘆して家を出たが、追っ手に捕らえられて身ぐるみ剥がされた上で追放された。そして下女として働くことになる。
本復を果たした満重は常陸に戻って再起を果たし、裏切った横山を討ち、下女になっていた照手姫を見つけ出して約束どおり夫婦になった。そして幸せに暮らしたという。

## 戦後の動向
常陸小栗氏は常陸国（すなわち関東地方）の武士であるが、鎌倉府（鎌倉公方）の管轄国内の武士でありながら室町幕府の征夷大将軍と直接主従関係を結ぶ京都扶持衆となり、たびたび反鎌倉公方活動を行っていた一族であった。前述の通り、満重も終始一貫して鎌倉公方（足利持氏）への対抗姿勢を見せたが、この行為の裏では扶持衆の直接の主君である4代将軍・足利義持自身が持氏の勢力弱体化のために秘かに認めていたものであるとされ、持氏による親征（小栗満重の討伐）は、これを知った持氏が京都扶持衆に対する見せしめとして行ったものとされる。また、この時に小栗御厨・真壁荘の大部分だけでなく、幕府の御料所である中郡荘も没収して自らの所領に加えたとみられている。義持はこれを、関東から親幕府勢力の一掃を図った「私戦」として激しく非難して三管領や山名時熙・赤松満祐に持氏討伐の是非を諮問する騒ぎとなっている。結局、持氏の謝罪で一旦は納まったものの、以後も京都扶持衆を介在させて持氏の勢力拡大を阻もうとする幕府と彼らの討伐の機会を狙う持氏の対立は続き、永享の乱の原因の1つとなった。やがて永享の乱で持氏が自害して滅んだ後、その遺児（足利春王丸・足利安王丸の兄弟）を擁して結城氏朝が挙兵し（結城合戦）、この戦いで武功を立てた満重の子（一説に弟とも）とされる小栗助重が旧領への復帰を許されたが、康正元年（1455年）、享徳の乱の最中で持氏の遺児（春王丸・安王丸の弟）である足利成氏の攻撃を受けて本貫地である小栗御厨を失ってしまった（ただし、小栗御厨は小栗満重の乱で関東管領山内上杉氏の所領となったため、成氏の攻撃を受けたとする説もある）。その後の助重は出家して宗湛と号し、8代将軍・足利義政の絵師として活躍した。